# Phyllonorycter albanotella
Phyllonorycter albanotella är en fjärilsart som först beskrevs av Victor Toucey Chambers 1875.  Phyllonorycter albanotella ingår i släktet guldmalar, och familjen styltmalar. Inga underarter finns listade i Catalogue of Life.

## Bildgalleri

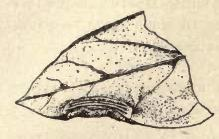